# Moira Orfei
Moira Orfei, pseudonimo di Miranda Orfei (Codroipo, 21 dicembre 1931 – Brescia, 15 novembre 2015), è stata una circense, attrice e personaggio televisivo italiana, considerata la regina dell'arte circense italiana.

## Biografia
Miranda Orfei, detta Moira, è nata il 21 dicembre 1931 a Codroipo, in provincia di Udine, da una famiglia dedita all'arte circense da diverse generazioni: il padre Riccardo Orfei era conosciuto come Clown Bigolon (dalla prestanza fisica e altezza imponenti, 1,90 m per circa 120 kg), morì giovanissimo nel giugno del 1942, per un edema polmonare, mentre la madre si chiamava Violetta Arata. Aveva due fratelli e due sorelle: Paolo (1933-2022) era giocoliere e acrobata, mentre Mauro (1941),  era un acrobata alle biciclette, Dea era acrobata e trapezista, e Pucci. Si è esibita come cavallerizza già all'età di 6 anni ed è diventata insieme alle giovani cugine Liana Orfei e Graziella Orfei una delle principali attrazioni; era cugina di Nando Orfei.
Con il tempo Moira è diventata il simbolo stesso del circo in Italia, portando, con la forza e l'aiuto della famiglia, il circo Orfei a essere conosciuto e apprezzato anche nel mondo. Il Circo di Moira Orfei vero e proprio è stato fondato nel 1960 e Moira ne ha calcato le scene come cavallerizza, trapezista, acrobata, domatrice di elefanti e addestratrice di colombe. La sua immagine kitsch, specchio della sua personalità eccentrica ed esuberante, le fu consigliata da Dino De Laurentiis, che le suggerì anche di usare un nome d'arte. Inizialmente avrebbe voluto farsi chiamare "Mora", per via della sua carnagione e soprattutto degli occhi scuri e della chioma corvina, ma in seguito aggiunse al nome una "i" per farlo diventare più esotico.

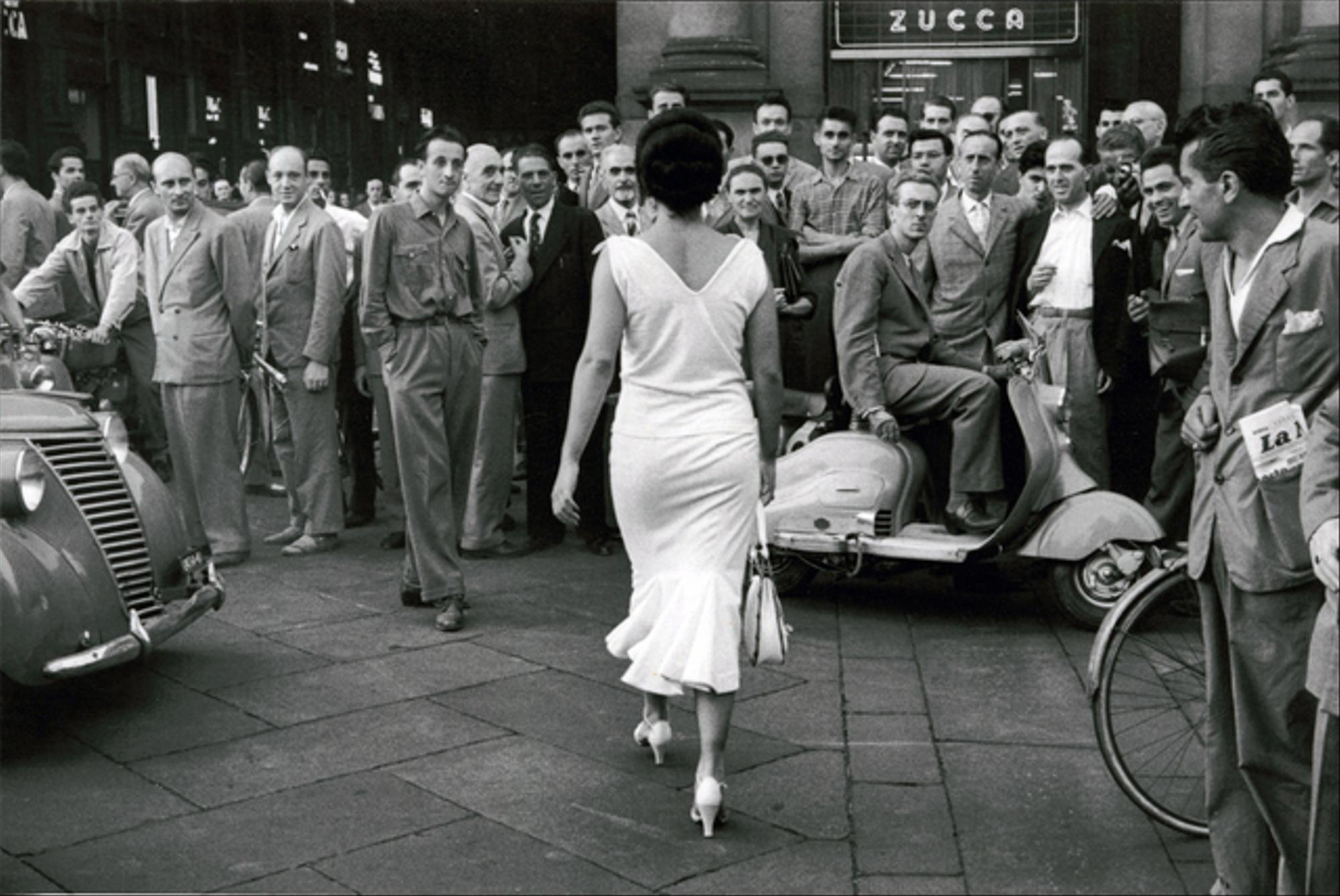
Un ampio numero di uomini si volta a guardare Moira Orfei mentre passeggia per Milano nel 1954 (foto di Mario De Biasi)

Da allora il volto di Moira è diventato come un'effigie dalle caratteristiche immutate: trucco pesante con occhi cerchiati dall'eyeliner, rossetto brillante, un neo accentuato sopra il labbro, capelli raccolti a mo' di turbante. Tappezzando di cartelloni con la sua foto le città nelle quali si fermava il suo circo, è diventata uno dei volti più riconosciuti in Italia. Accanto ai trionfi sulla pedana del circo ha coltivato negli anni anche una seconda passione, come attrice cinematografica, arrivando a interpretare una quarantina di film, dai peplum alle commedie (fra le quali molte di genere poliziottesco) ai film di autori più impegnati, come Signore & signori di Pietro Germi. Fu lo stesso Germi a dirle che se avesse studiato recitazione avrebbe potuto essere brava come Sophia Loren, sottolineando il naturale talento recitativo di Moira.

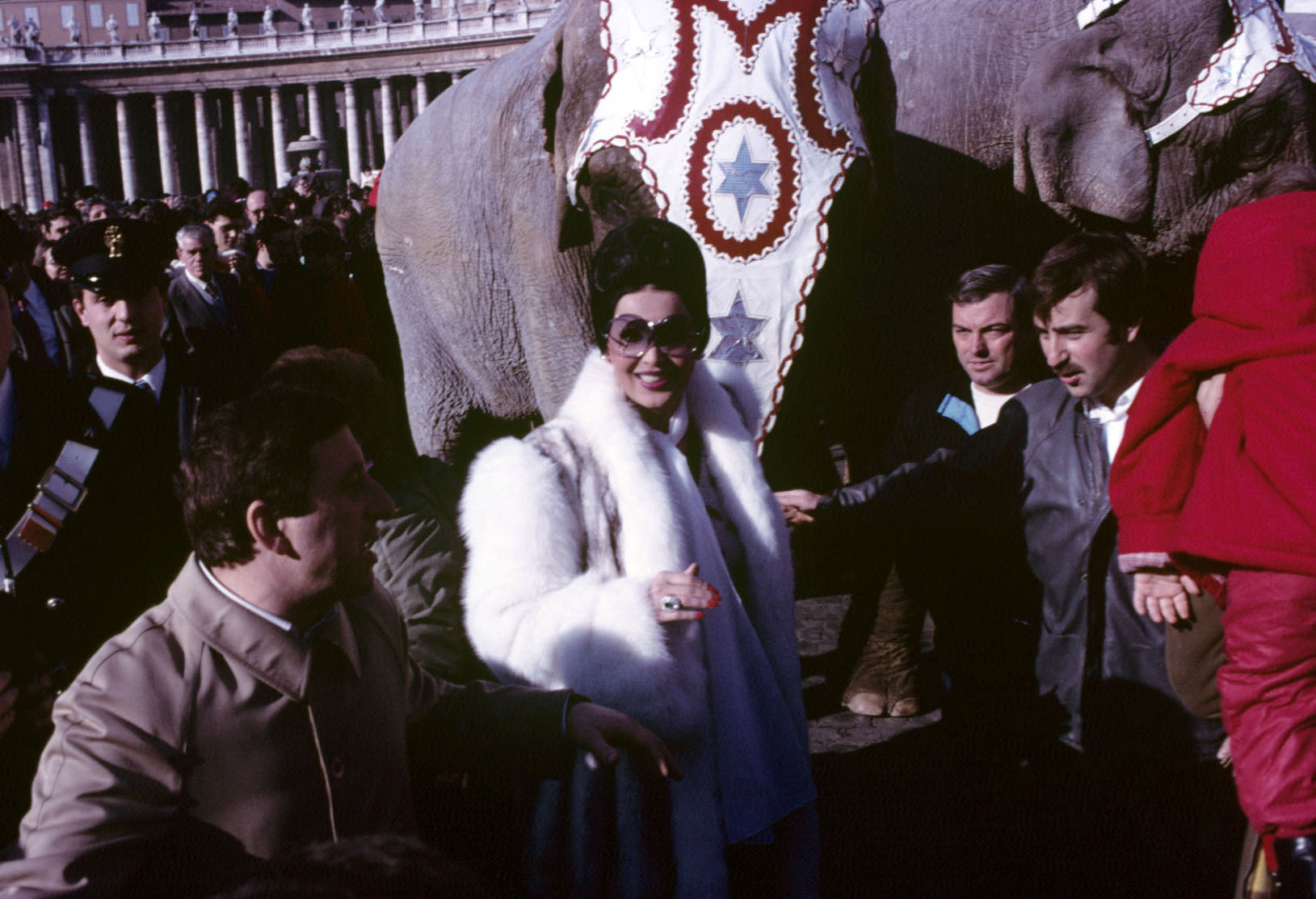
Moira Orfei in piazza San Pietro con gli animali del circo per la benedizione di papa Giovanni Paolo II nel 1986

In genere il cinema le ha proposto ruoli simili al personaggio di sé stessa, domatrice di elefanti nella vita, di uomini e di pubblico sullo schermo, come l'assillante moglie di Christian De Sica nel film Vacanze di Natale '90, che sbraitava in dialetto marchigiano contro l'inetto marito. Fra i numerosi film si possono anche ricordare Casanova '70 di Mario Monicelli, accanto a Marcello Mastroianni, Totò e Cleopatra di Fernando Cerchio e Il monaco di Monza di Sergio Corbucci, a fianco di Totò, Straziami ma di baci saziami con Nino Manfredi e Profumo di donna con l'eclettico Vittorio Gassman, entrambi di Dino Risi.
Nel 2000 fu vittima di un grave incidente stradale, dal quale uscì con una gamba e cinque costole rotte. La sua ultima apparizione sul grande schermo avvenne nel 2003, quando interpretò brevemente se stessa nel film Natale in India.
In televisione era famosa per la sua schiettezza e per l'esuberanza del suo personaggio. Nel 2002 ha partecipato come ospite fissa, assieme allo stilista Renato Balestra e all'attrice Silvana Pampanini, a Domenica in, con Mara Venier. Il 4 agosto 2006 è stata colta da un ictus cerebrale durante uno spettacolo a Marina di Gioiosa Jonica. Dopo una lunga convalescenza l'artista è tornata in pista in occasione dello show natalizio al Magic World di Giugliano in Campania, nel dicembre 2007.
In seguito ha continuato ad occuparsi personalmente del suo circo, pur non esibendosi più come attrazione ma limitandosi a sfilare salutando il pubblico durante gli spettacoli. Era sposata con Walter Nones (1934-2016), impresario circense ed ex domatore, che oltre ad aver portato al successo il circo Moira Orfei ha prodotto per l'Italia numerosi spettacoli itineranti come Holiday on Ice, Il circo di Mosca sul ghiaccio, Il circo di Mosca, Il circo cinese e l'Armata Rossa. Moira Orfei e Walter Nones hanno avuto due figli, Stefano e Lara, che li hanno resi cinque volte nonni: Lara ha dato alla luce Moira junior, Walter junior e Alexander; mentre Stefano, già padre di una figlia, dall'unione con Brigitta Boccoli l'ha resa nonna di Manfredi e, nel 2019, di Brando, che non ha conosciuto i nonni paterni.

### Morte
Il 15 novembre 2015 è stata rinvenuta morta dai propri familiari all'interno della sua casa mobile a Brescia dove si trovava con il suo circo; aveva 83 anni. Le esequie si sono tenute il 18 novembre alle 15 nel duomo di San Donà di Piave. La salma è stata poi cremata e le ceneri sepolte nella tomba di famiglia, nel cimitero comunale. Il marito Walter Nones è invece morto il 26 settembre 2016 nella sua casa di San Donà di Piave all'età di 82 anni.

## Filmografia

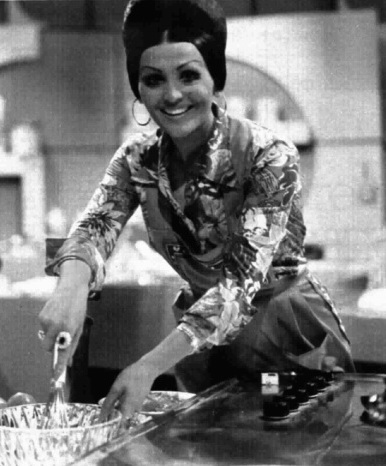
Moira Orfei in un'edizione del Radiocorriere TV del 1975

- Gli amori di Ercole, regia di Carlo Ludovico Bragaglia (1960)
- Sotto dieci bandiere, regia di Duilio Coletti (1960)
- Ti aspetterò all'inferno, regia di Pietro Regnoli (1960)
- La Venere dei pirati, regia di Mario Costa (1960)
- Ursus, regia di Carlo Campogalliani (1961)
- Drakut il vendicatore, regia di Luigi Capuano (1961)
- Maciste l'uomo più forte del mondo, regia di Antonio Leonviola (1961)
- Rocco e le sorelle, regia di Giorgio Simonelli (1961)
- Armi contro la legge, regia di Ricardo Blasco (1961)
- Che femmina!! e... che dollari!, regia di Giorgio Simonelli (1961)
- Il figlio dello sceicco, regia di Mario Costa (1962)
- Il re Manfredi, regia di Piero Regnoli (1962)
- I tromboni di Fra' Diavolo, regia di Giorgio Simonelli (1962)
- Ursus nella valle dei leoni, regia di Carlo Ludovico Bragaglia (1962)
- L'abito non fa il monaco, episodio di Gli italiani e le donne, regia di Marino Girolami (1962)
- Totò contro i quattro, regia di Steno (1963)
- Totò e Cleopatra, regia di Fernando Cerchio (1963)
- Zorro contro Maciste, regia di Umberto Lenzi (1963)
- Divorzio alla siciliana, regia di Enzo Di Gianni (1963)
- Il monaco di Monza, regia di Sergio Corbucci (1963)
- L'eroe di Babilonia, regia di Siro Marcellini (1963)
- I due mafiosi, regia di Giorgio Simonelli (1964)
- I due gladiatori, regia di Mario Caiano (1964)
- I predoni della steppa, regia di Tanio Boccia (1964)
- La rivolta dei pretoriani, regia di Alfonso Brescia (1964)
- Ercole, Sansone, Maciste e Ursus gli invincibili, regia di Giorgio Capitani (1964)
- Il trionfo di Ercole, regia di Alberto De Martino (1964)
- Casanova '70, regia di Mario Monicelli (1965)
- Come inguaiammo l'esercito, regia di Lucio Fulci (1965)
- L'incendio di Roma, regia di Guido Malatesta (1965)

- I due sergenti del generale Custer, regia di Giorgio Simonelli (1966)
- 2 mafiosi contro Al Capone, regia di Giorgio Simonelli (1966)
- Signore & signori, regia di Pietro Germi (1966) zorro il ribelle

- Straziami ma di baci saziami, regia di Dino Risi (1968)
- Paolo il freddo, regia di Ciccio Ingrassia (1974)
- Profumo di donna, regia di Dino Risi (1974)
- Il cav. Costante Nicosia demoniaco ovvero: Dracula in Brianza, regia di Lucio Fulci (1975)
- Arrivano i bersaglieri, regia di Luigi Magni (1980)
- Viaggio di nozze in giallo (1990)
- Vacanze di Natale '90, regia di Enrico Oldoini (1990)
- Natale in India, regia di Neri Parenti (2003)

## Doppiatrici italiane
- Rita Savagnone in Zorro contro Maciste, La rivolta dei pretoriani, I due gladiatori, Profumo di donna
- Rosetta Calavetta in Maciste l'uomo più forte del mondo, Il figlio dello sceicco, I due mafiosi
- Dhia Cristiani in Gli amori di Ercole
- Rina Morelli in Totò e Cleopatra
- Noemi Gifuni in Ercole, Sansone, Maciste e Ursus, gli invincibili
- Mirella Pace in Il monaco di Monza
- Benita Martini in Straziami, ma di baci saziami
- Isa Di Marzio in Vacanze di Natale '90

## Musica
Noi zingari/Figure - Aris - CP 506 - 1975

## Premi e onorificenze
- Nel 2002 le viene assegnato a Verona il "premio Giulietta alla donna e alla carriera".
- Nel 2004 le viene assegnato durante il Friendly Versilia il premio personaggio gay dell'anno.[7]
- Il 21 aprile 2012 è insignita, insieme al marito, del titolo di "Ambasciatori nel mondo della Camera Regionale della Moda Calabria".